# Гленко (Флорида)
Гленко (англ. Glencoe) — переписна місцевість (CDP) в США, в окрузі Волусія штату Флорида. Населення — 2170 осіб (2020).

## Географія
Гленко розташоване за координатами 29°0′18″ пн. ш. 80°58′24″ зх. д. / 29.00500° пн. ш. 80.97333° зх. д. (29.004913, -80.973369).  За даними Бюро перепису населення США в 2010 році переписна місцевість мала площу 16,65 км², з яких 16,55 км² — суходіл та 0,10 км² — водойми. В 2017 році площа становила 9,87 км², уся площа — суходіл.

## Демографія
Згідно з переписом 2010 року, у переписній місцевості мешкали 2582 особи в 1066 домогосподарствах у складі 764 родин. Густота населення становила 155 осіб/км².  Було 1169 помешкань (70/км²).
Расовий склад населення:
| - 96,3 % — білих - 1,0 % — чорних або афроамериканців - 0,6 % — азіатів - 0,1 % — корінних американців |

До двох чи більше рас належало 1,2 %. Частка іспаномовних становила 2,2 % від усіх жителів.
За віковим діапазоном населення розподілялося таким чином: 17,4 % — особи молодші 18 років, 66,6 % — особи у віці 18—64 років, 16,0 % — особи у віці 65 років та старші. Медіана віку мешканця становила 48,3 року. На 100 осіб жіночої статі у переписній місцевості припадало 97,4 чоловіків;  на 100 жінок у віці від 18 років та старших — 96,7 чоловіків також старших 18 років.
Середній дохід на одне домашнє господарство  становив 73 243 долари США (медіана — 51 573), а середній дохід на одну сім'ю — 90 451 долар (медіана — 66 500). За межею бідності перебувало 19,1 % осіб, у тому числі 36,1 % дітей у віці до 18 років та 0,0 % осіб у віці 65 років та старших.
Цивільне працевлаштоване населення становило 1462 особи. Основні галузі зайнятості: будівництво — 18,5 %, освіта, охорона здоров'я та соціальна допомога — 18,0 %, мистецтво, розваги та відпочинок — 16,6 %.